# 노루페인트
주식회사 노루페인트는 대한민국의 페인트 제조 기업이다.